# Polacy w obwodzie chmielnickim
Polacy w obwodzie chmielnickim – na terenie obwodu chmielnickiego, według spisu powszechnego z 2001 roku, zamieszkuje 23 tysiące osób deklarujących polską narodowość. Czyni to obwód chmielnicki drugim,  po obwodzie żytomierskim, największym skupiskiem polskiej mniejszości narodowej na Ukrainie. Odrodzenie działalności polskim tym regionie nastąpiło pod koniec lat 80., po dekadach rusyfikacji i sowietyzacji. 
| Narodowość  | Liczba Ludności  | % Ludności |
| ----------- | ---------------- | ---------- |
| Ukraińcy    | 1 mln 339,3 tys. | 93,9%      |
| Rosjanie    | 50,7 tys.        | 3,6%       |
| Polacy      | 23 tys.          | 1,6%       |
| Białorusini | 2,7 tys.         | 0,2%       |
| Inni        | 10,9 tys.        | 0,7%       |
| Suma        | 1 mln 426,6 tys. | 100%       |

Wśród współczesnych przejawów polskości w regionie należy wymienić:
- W Gródku Podolskim funkcjonuje jedyna w tej części Ukrainy  szkoła z polskim językiem nauczania[3].
- W obwodzie działają trzy polskie szkoły sobotnio-niedzielne[4].
- W Chmielnickim od 2007 roku funkcjonuje polski klub sportowy Polonia Chmielnicki.
- Od 2017 roku organizowany jest doroczny Festiwal Kultury Polskiej "Perła Podola"[5]

Na terenie Chmielcczyzny znajduje się wiele zabytków z okresu Rzeczypospolitej Obojga Narodów: twierdza w Kamieńcu Podolskim, zamki, pałace i kościoły (w tym katedra kamieniecka).